# Арнолд Рикли
Арнолд Рикли (1823-1906) оснивач је покрета који је одбацивао лечење лековима, а инсистирао на хелио, аеро и аква терапији. Рођен је у Вангену на падинама Аруа у Швајцарској.

## Биографија
Отац му је био власник велике радионице за бојење. По завршетку основне и средње школе, Рикли је највеће интересовање показивао за математику и хемију. Поред тога, обожавао је путовања. Тако је једном приликом стигао и до Трста где је купио књигу др Мудеја "Хидротерапија". У књизи је била описана метода јачања здравља која је за њега лично била интересантна и која га је одушевила. Заправо, када је теже оболео, примењивајући "природну" терапију која је била у књизи описана и без икакве лекарске помоћи врло брзо оздравио. То су била његова испитивања како и колико ваздух, сунце и вода утичу на човеково тело.
Рикли је заволео околину Јулијских и Камнишких Алпи. Користио је сваку прилику да у овим крајевима што дуже борави. На очев захтев, саградио је фабрику за прераду кожа у Себаху код Милштата. Међутим, пословање фабрике није га много занимало; више га је интересовало чување и одржавање здравља његових радника и мештана. Због тога је фабрику оставио својој браћи 1855.године и прелази на Блед где је основао "Природни здравствени завод" и тако постао покретач бледског туризма. Живо је на Бледу лети, а остало време је проводио у Италији где је имао своја представништва преко којих је "регрутовао" госте Бледа.

## Арнолдове методе рада
Његова здравствена метода, у основи, била је рекреација (активни одмор), уз што издашније коришћење лековитости ваздуха, воде и сунца; то су, у основи, били елементи на којима је заснивао своју здравствену терапију.
Своје природно или, како су га још звали, сунчано лечилиште поставио је на простору испред Бледског града, на самој обали Језера. Ту је саградио 56 дрвених бунгалова, купалиште са отвореним кабинама према Језеру.
Рикли је својим пацијентима препоручивао свакодневне дуготрајне шетње, како би обезбедио што више кретања и боравка на свежем ваздуху уз присутност корисних сунчаних утицаја. У околини бледа проналазио је излетишта, означавао шетне стазе; тиме је обликовао своје паркове за ваздушна купања. Посебно је инсистирао на томе да се што дуже борави на пропланцима и падинама Страже која се налази уз само Језеро, преко пута Бледског града. Туристичко друштво "Блед" је на овом терену поставило савремену Риклијеву фитнес-променаду.
Поред обавезе да бораве у полуотвореним бунгаловима, корисници програма свакодневно су имали купање у Језеру или хладне купке у посебним купалиштима где је вода имала само 15 °C. Уз то су примењиване топле и парне купке за поједине делове тела или читаво тело.
Купање је било без купаћих костима, али одвојено за женске и мушке пацијенте. Заједничке су биле шетње крај Језера и сунчање на терасама купалишта. Уз то је била примењивана масажа и вегетаријанска исхрана.
Овакав Риклијев здравствено-рекреативни третман трајао је најчешће један-два месеца. Поента његове окрепљујуће методе и успеха била је у томе да је учио и навикавао своје пацијенте издашном и једноставном животу у природи. То је, на неки начин, био и визионарски подухват, јер је и у садашњим условима живота често враћамо овим садржајима и начинима примене рекреације.
Умро је у Волзбергу у 83.години живота. Сматрамо да је било вредно да се помене и поштује оно што је Рикли учинио. Његово дело и живот могу да нам служе за пример, јер ту има доста и сада да се научи.